# Eivind Skabo
Eivind Halfdan Skabo, född 17 augusti 1916 i Bærums, död 18 april 2006 i Oslo, var en norsk kanotist.
Skabo blev olympisk bronsmedaljör i K-1 10000 meter vid sommarspelen 1948 i London.